# 吴小丽
吴小丽（葡萄牙語：Ng Siu Lai），汉族，出生於香港，丈夫為雷民强，暨南大學外國語學院日語專業畢業生。澳门街坊会联合总会會長，中华人民共和国政治人物、第十三届全国人大代表。
2008年任澳门街坊会联合总会秘书长。现任澳门街坊会联合总会會長。